# Аселлариевые
Аселлариевые (лат. Asellariales) — порядок грибов отдела Зигомикота, относят к подотделу Kickxellomycotina. Содержит единственное семейство Asellariaceae Manier ex Manier & Lichtw., 1968 с тремя родами и 14 видами.  Бесполое размножение осуществляется при помощи артроспор.